# Torfowisko Wieliszewo 3
Torfowisko Wieliszewo 3 – użytek ekologiczny w województwie pomorskim, w powiecie słupskim, w gminie Dębnica Kaszubska, w obrębie ewidencyjnym Łabiszewo, około 3,5 km na północny wschód od północnych zabudowań tejże wsi, a także około 3 km na północ od miejscowości Podole Małe, na obszarze Wysoczyzny Damnickiej, utworzony 13 maja 2008 na mocy Uchwały Nr XV/80/2008 Rady Gminy Dębnica Kaszubska z dnia 14 lutego 2008 r. w sprawie utworzenia użytków ekologicznych. Całkowita powierzchnia użytku wynosi 0,50 ha.
Przedmiotem ochrony jest torfowisko wysokie porośnięte młodym borem bagiennym (siedlisko przyrodnicze 7110 – torfowiska wysokie z roślinnością torfotwórczą (żywe)), będące częścią kompleksu torfowisk wysokich typu bałtyckiego „Torfowisko Wieliszewo”, które z kolei jest częścią torfowiska „Wieliszewskie Bagna” o łącznej powierzchni 133,70 ha.

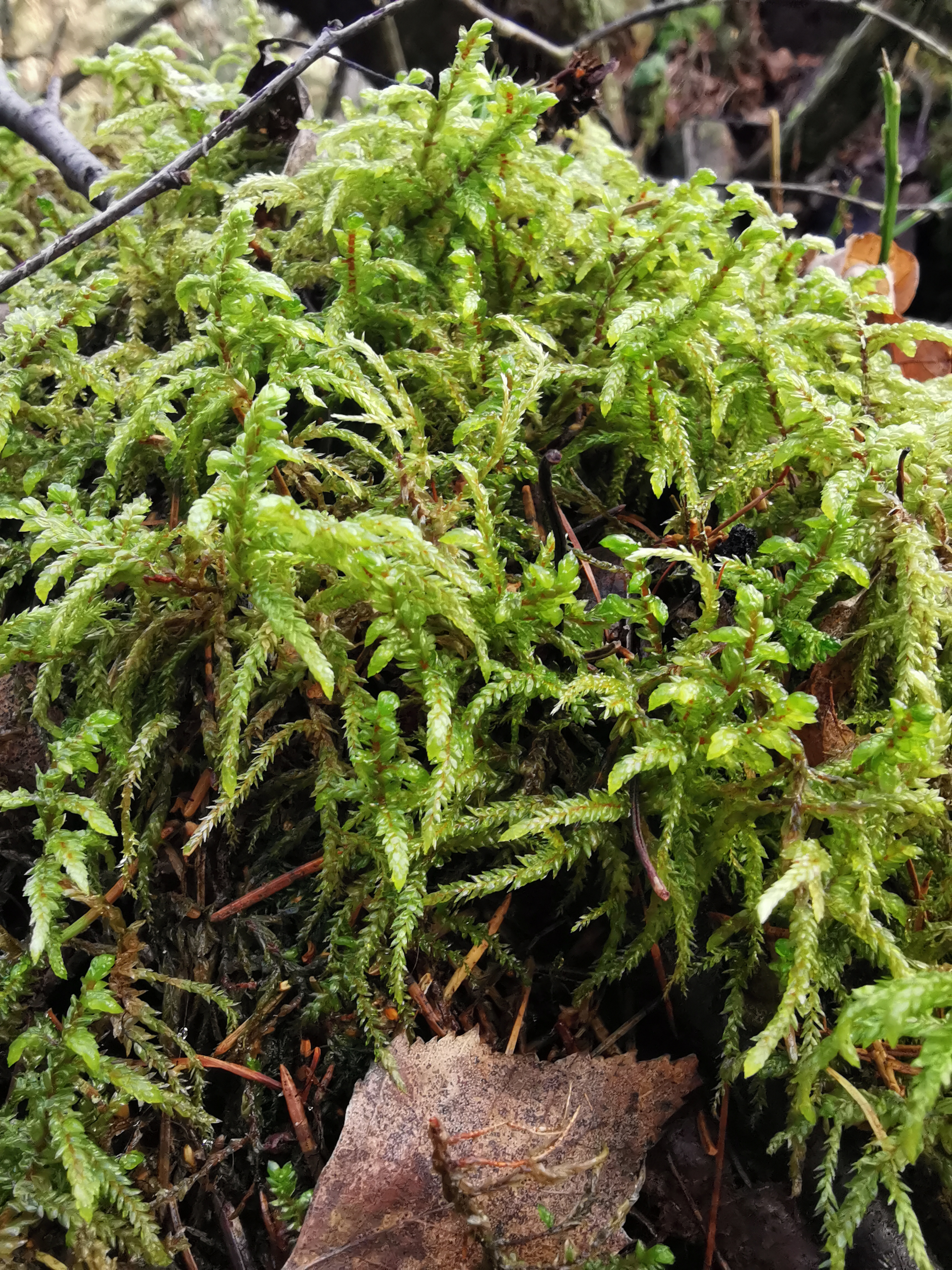
Rokietnik pospolity (Pleurozium schreberi) w obszarze użytku

Na dzień powołania użytku występowało tam siedem gatunków roślin objętych ochroną ścisłą, m.in. rosiczka okrągłolistna (Drosera rotundifolia) i wrzosiec bagienny (Erica tetralix), oraz trzy gatunki objęte ochroną częściową, m.in. bagno zwyczajne (Rhododendron tomentosum). Oprócz nich stwierdzono występowanie wełnianki pochwowatej (Eriophorum vaginatum) oraz borówki bagiennej (Vaccinium uliginosum). Wśród drzew rosnących na torfowisku dominują sosny zwyczajne (Pinus sylvestris).
Właścicielem gruntu jest Skarb Państwa, zarządcą „Lasy Państwowe” Nadleśnictwo Łupawa – w obszarze leśnictwa Podole Małe. W bezpośrednim sąsiedztwie „Torfowiska Wieliszewo 3” położone są „Torfowisko Wieliszewo 2” i „Torfowisko Wieliszewo 4”. Około 250 m na wschód leży „Torfowisko Wieliszewo 1”.